# Up-Front Group
Up-Front Group（日语：アップフロントグループ），簡稱「UFG」，是日本Up-Front集團現時控股公司的名稱。Up-Front早期只有「Up-Front Agency」（UFA）一間公司，其後集團規模逐漸龐大，曾一度改名為「Up-Front Agency Group」。現時Up-Front集團的架構則改由「Up-Front Group」作為母公司去統括Up-Front Agency及轄下多間經紀公司、唱片公司、出版社、食肆、牧場等等。
Up-Front集團以演藝事業作為業務核心，旗下歌手大致可分為偶像派及實力派兩大類。以「早安少女組。」為首的Hello! Project及TNX公司的Nice Girl Project!全是偶像派女歌手，至於堀內孝雄、森高千里等人則屬於實力派歌手。Up-Front集團旗下唱片公司Up-Front Works（UFW），共擁有13個唱片品牌之多，部份品牌更是被Up-Front合併的前唱片公司。Up-Front集團亦擁有自己的影片網站「Dohhh UP!」，透過互聯網提供免費的影像資訊。2010年1月更在YouTube增設「UP-FRONT Channel （页面存档备份，存于）」。

## 公司簡介及環保理念
公司基本資料：
- 代表者：會長山崎直樹、社長瀨戶由紀男、專務岩田潤一郎
- 所在地：東京都港區東麻布1-28-12
- 設立：1983年1月14日

除演藝事業外，集團亦以環保作為公司的理念：
- 作為資源消耗的企業，會以努力減低對環境的負荷為企業的義務。
- 通過娛樂、生命、文化等事業，提高社會對以全球暖化為中心的環保問題的意識。

## 集團旗下歌手
一般來說，Up-Front集團旗下歌手均是獨立運作，很少會同台演出。除了很特殊的情況，例如2008年12月6日的「射亂Q結成20周年紀念festival」演唱會，就有很多平時獨立運作的歌手同台演出。
Up-Front集團旗下藝人與歌手眾多，以下只列出部份較具代表性的。

### UP-FRONT PROMOTION
Hello! Project
- 早安少女組。（現任成員）
- ANGERME（前稱S/mileage，現任成員）
- Juice=Juice（現任成員）
- 山茶花工廠（現任成員）
- BEYOOOOONDS（現任成員）
- Hello! Pro研修生（現任研修生）
- Hello! Pro研修生北海道（現任研修生）

### J.P ROOM
- 道重沙由美
- 佐藤優樹
- 宮崎由加
- 宮本佳林
- 稻場愛香
- 森戶知沙希
- 小片リサ
- 加賀楓

### UP-FRONT CREATE
（男性藝人）
- 堀內孝雄
- ばんばひろふみ
- KAN
- まこと
- たいせい
- 高山厳
- 杉田二郎
- 因幡晃
- 上々軍団
- 松原健之
- プラサーズ5
- 加川明
- 田中義剛(業務提攜)

（女性藝人）
- 兵藤ゆき
- 森高千里
- 小俣雅子
- 加藤紀子
- 林マヤ
- 篠田潤子
- 中澤裕子
- 飯田圭織
- 安倍夏美
- 保田圭
- 矢口真里
- 相田翔子
- 石川梨華
- 高橋愛
- 里田舞
- 田中麗奈
- 夏燒雅
- 須藤茉麻
- 熊井友理奈
- 菅谷梨沙子
- 矢島舞美
- 中島早貴
- 鈴木愛理
- 和田彩花
- 真野惠里菜
- 勝田里奈
- Bitter & Sweet
- 渡瀬マキ
- 小關舞
- 岡田ロビン翔子
- 橋本愛奈
- 諸塚香奈実
- 後藤夕貴
- 柳澤純子
- 辻希美
- 藤本美貴(業務提攜)
- 飯窪春菜(業務提攜)

### UP-FRONT AGENCY
- シャ乱Q
- 三好絵梨香（札幌分社）

運動選手(高爾夫)
- 井上陽子
- 浪崎由里子

### UP-FRONT WORKS
透過UFW製作唱片的部份跨公司團體：
Hello! Project
- 早安少女組。（現任成員）
- ANGERME（前稱S/mileage，現任成員）
- Juice=Juice（現任成員）
- Tsubaki Factory|山茶花工廠（現任成員）
- BEYOOOOONDS（現任成員）
- Hello! Pro研修生（現任研修生）
- Hello! Pro研修生北海道

- 相田翔子
- アップアップガールズ（仮）
- 安倍夏美
- 因幡晃
- 小片リサ
- 加川明
- KAN
- 吉川友
- 里田舞
- シャ乱Q
- 杉田二郎
- 高橋愛
- 高山厳
- 田中麗奈
- 辻希美
- 淳君
- 中澤裕子
- 中島早貴
- 夏燒雅
- ばんばひろふみ
- Bitter & Sweet
- 藤本美貴
- プラサーズ5
- 堀內孝雄
- 真野惠里菜
- 道重沙由美
- 宮本佳林
- 森高千里
- 矢口真里
- 矢島舞美
- 柳澤純子

### UP-FRONT KANSAI
- Loüelys

## 集團大事回顧
- 1983年1月－Young Japan Group集團內部成立了。
- 1986年5月－由於Young Japan Group集團的解體，為了承接堀内孝雄的經紀工作，與結合，改名「株式會社UP-FRONT AGENCY」。
- 1995年4月－株式会社UP-FRONT AGENCY切割成5間公司，改名「株式會社UP-FRONT AGENCY GROUP」。
- 1999年－再次改名回「株式會社UP-FRONT AGENCY」。
- 1999年4月1日－歌迷會「Hello!」正式更名為「Hello! Project」。
- 1999年7月16日－旗下歌手柳原尋美因車禍喪生。
- 2000年4月9日－電視節目Hello! Morning首播。
- 2001年8月29日－以寺井禎浩為代表，設立「J.P ROOM Inc」分公司。
- 2001年9月－將集團本體公司改名為「株式會社UP-FRONT GROUP」，另外又成立新的「株式會社UP-FRONT AGENCY」公司，承接「株式會社UP-FRONT GROUP」（原株式會社UP-FRONT AGENCY）的經紀業務。
- 2004年3月21日－設立株式會社UP-FRONT WORKS（株式会社アップフロントワークス）管理zetima、hachama、PICCOLO TOWN三個唱片商標。
- 2004年4月1日－HARMONY PROMOTION公司完全脫離控股公司UP-FRONT GROUP Co., Ltd.（UFG），自此兩者再無任何資本關係。
- 2006年2月－舉辦「UP-FRONT GROUP『EGG』audition」，最後由真野惠里菜勝出。
- 2006年10月6日－以淳君為代表，設立「TNX株式會社」分公司。
- 2007年－影片網站「Dohhh UP!」開始運作。[2]
- 2007年3月26日－旗下成員加護亞依因重覆犯錯而被解除合約。
- 2007年4月1日－最受歡迎的電視節目Hello! Morning終結。
- 2007年8月－新的「UP-FRONT EGG audition」開催。
- 2007年10月5日－以野口隆行為代表，設立「UP-FRONT STYLE Co., Ltd.」分公司。
- 2008年6月－旗下重要歌手後藤真希由Up-Front轉移至AVEX。
- 2008年10月19日－Hello! Project公佈，其全體68位[3]成員當中，所有屬於Elder Club的成員將於2009年3月31日從Hello! Project集體畢業。畢業名單也包括2位休業成員及是永美記[4]。畢業後，11位前「早安少女組。」成員和音樂GATAS將組成「M-line club」，松浦亞彌將會獨立組成「AYAWAY」，而哈密瓜紀念日亦將會獨立組成「哈密瓜紀念部」並繼續保留組合形式。[5]

## Auditions
早於1997年，集團已不斷以舉辦auditions的形式為Hello! Project新增成員。近期，透過auditions新增的成員已不再限於Hello! Project內。以下是集團曾舉辦過的一些主要auditions：
1. 1997年4月－8月「射亂Q搖滾歌手audition」合格者：平家充代
2. 1998年合格者：Ayaka、Mika、
3. 1999年「鄉村少女組。追加成員audition」合格者：
4. 1998年「淳君Produce藝人新團體audition」合格者：稻葉貴子、RuRu、信田美帆、小湊美和
5. 1998年5月3日「早安少女組。追加audition」合格者：保田圭、矢口真里、市井紗耶香
6. 1999年2月合格者：三佳千夏
7. 1999年5月12日最終合格者：柴田步、大谷雅惠、村田惠、齊藤瞳
8. 1999年8月22日「早安少女組。第2回追加audition」合格者：後藤真希
9. 1999年9月9日並無最終合格者
10. 2000年4月16日「早安少女組。第3回追加audition」合格者：石川梨華、吉澤瞳、辻希美、加護亞依
11. 2000年5月17日最終合格者：松浦亞彌
12. 2000年12月－2001年5月「稻葉貴子新團體audition」並無最終合格者
13. 2001年8月26日「早安少女組。LOVE audition 21」合格者：高橋愛、小川麻琴、新垣里沙（不合格：紺野朝美）
14. 2002年6月30日「Hello! Project Kids audition」合格者：梅田繪理香、清水佐紀、矢島舞美、嗣永桃子、德永千奈美、村上愛、須藤茉麻、夏燒雅、石村舞波、熊井友理奈、中島早貴、菅谷梨沙子、鈴木愛理、岡井千聖、萩原舞
15. 2003年1月19日「早安少女組。LOVE audition 2002」合格者：龜井繪里、道重沙由美、田中麗奈
16. 2003年7月6日「Hello! Project 新團體 audition」最終合格者：三好繪梨香
17. 2004年4月「Hello! Pro EGG audition 2004」主要合格者：岡田唯、有原栞菜、岡田羅賓翔子、後藤夕貴、大瀨楓、秋山由里香、橋本愛奈、諸塚香奈實
18. 2004年9月5日「早安少女組。Lucky 7 audition」並無最終合格者
19. 2005年5月1日「早安少女組。audition 2005」合格者：久住小春
20. 2005年10月24日「Hello! Pro 關西 audition 2005」主要合格者：須磨愛
21. 2006年2月25日「UP-FRONT GROUP『EGG』audition」主要合格者：真野惠里菜
22. 2006年12月10日「早安少女組。Happy8期audition」合格者：光井愛佳
23. 2007年3月12日「Gatas Brilhantes H.P. 新 member audition 2007」合格者：藤咲由美、永井沙紀、菅原佳奈枝、深谷愛
24. 2008年5月24日「早安家族 NEW STAR 世紀跨國選秀會」合格者：吳思璇、鍾安琪、曾德萍、趙國蓉、邱翠玲、古筠
25. 「UP-FRONT EGG audition」合格者：佐野香織里（始自2007年8月）
26. 2011年1月2日「早安少女組。9期audition」合格者：生田衣梨奈、鞘師里保、鈴木香音
27. 2011年8月14日「S/mileage新成員audition」合格者：中西香菜、小數賀芙由香、竹內朱莉、勝田里奈、田村芽實
28. 2011年9月29日「早安少女組。10期元氣印audition」合格者：飯窪春菜、石田亞佑美、佐藤優樹、工藤遙
29. 2012年9月14日「早安少女組。11期成員『素顏歌姬』audition!!」合格者：小田櫻

## 唱片公司
Up-Front集團現時由UP-FRONT WORKS Co.,Ltd.公司去統管旗下13個唱片品牌，以下是公司部份重要唱片品牌：
- zetima（ゼティマ）
- hachama（ハチャマ）
- PICCOLO TOWN（ピッコロタウン）

## 飲食店
Up-Front集團旗下擁有多家食肆與牧場，以下只列出部份較具代表性的：
- 花畑牧場
- （Vert Bouteile）
- （Good Dies Club）
- 花花綠綠（ファーファーリューリュー）

## 外部連結
- アップフロントグループ （页面存档备份，存于）
  - アップフロントエージェンシー社 （页面存档备份，存于）
    - アップフロントエージェンシー社 札幌支社 （页面存档备份，存于）
      - アップフロント札幌的Facebook專頁

  - 関西支社 （页面存档备份，存于）
  - ディーシーファクトリー社 （页面存档备份，存于）
    - ディーシーファクトリー社的Facebook專頁

  - アプタス社 （页面存档备份，存于）
- アップフロントグループ 関連会社 （页面存档备份，存于）